# اینترانت

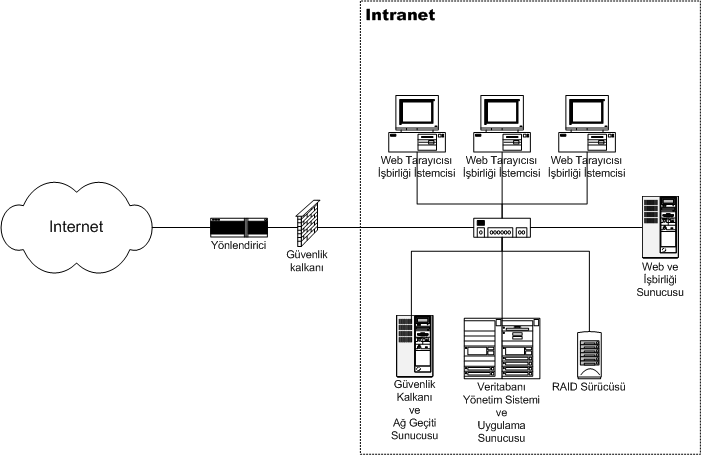
تصویر به صورت شماتیک یک مجموعه اتصال از راه اینترانت را نشان می دهد.

درون‌نت یا اینترانت (به انگلیسی: Intranet) شبکه‌ای داخلی (با تملک سازمانی یا خصوصی) است که از پروتکل‌های مرتبط با اینترنت و به‌ویژه، تکنولوژی وب برای سازماندهی شبکه استفاده می‌کند (برای مثال می‌توان از پروتکل‌های TCP/IP/HTTPاستفاده نمود). در حقیقت اینترانت مقیاس بسیار کوچکی از کل اینترنت ولی خصوصی است؛ بر خلاف اینترنت که هیچکس مالک آن نیست.
اینترانت شبکه‌ای رایانه‌ای است که از زبان مشترک ارتباطی شبکه جهانی اینترنت برای تبادل داده‌ها استفاده می‌کند و تمام خدمات اینترنت، از جمله پست الکترونیکی، تار جهان‌گستر، انتقال فایل (FTP)، گروه‌های خبری و تله کنفرانس را در شبکه‌ای اختصاصی برای استفاده‌کنندگان مشخص آن شبکه ارائه می‌دهد و لزوما به اینترنت متصل نیست.
این شبکه یک سازمان رابه هم متصل می‌کند. برای نمونه، بانک ملی برای متصل کردن همۀ بانک‌های ملی در سراسر کشور از این تکنولوژی استفاده می‌کند. ورود به این شبکه برای عموم آزاد نیست زیرا امنیت آن به خطر می‌افتد.وتنها با پسورد تعیین شده خودشان می‌توانند وارد شوند و آن مقدار از اطلاعات که صلاح می‌دانند در شبکۀ اینترنت قرار می‌دهند تا عموم مردم از آن‌ها استفاده کنند. ولی اینترنت شبکۀ جهانی است و شما از هر کجا می‌توانید با وارد کردن آدرس وارد هر سایت یا .... شوید و داده‌ها در اختیار همه دنیا قرار می‌گیرند.
هدف اصلی از نصب اینترانت‌ها تسهیل ارتباطات و به اشتراک گذاشتن منابع - اعم از سخت‌افزاری - است؛ که به اشتراک گذاشتن منابع اطلاعاتی نقش عمده‌ای در این نظام دارد.

## تفاوت اینترانت با سایر شبکه‌ها
تفاوت اساسی میان شبکه اینترانت و سایر شبکه‌ها در آن است که این شبکه بر اساس پروتکل‌های اینترنت نظیر TCP/IP و HTTP شکل می‌گیرد.